# Earvin N'Gapeth
Earvin N'Gapeth, född 12 februari 1991 i Saint-Raphaël, Frankrike är en volleybollspelare (vänsterspiker). 
N'Gapeth kommer från en volleybollfamilj. Hans far Éric N'Gapeth spelade för både Kameruns och Frankrikes landslag och hans bror Swan N'Gapeth spelar även han volleyboll på elitnivå.
Han har med seniorlandslaget vunnit både EM 2015 och OS 2020 och 2024. Han är även vunnit FIVB Volleyball World League och Volleyball Nations League med landslaget. Vid flera tillfällen, som vid OS 2020, har han utsetts till turneringens främsta spelare. På klubbnivå har han spelat för klubbar i Frankrike, Italien, Ryssland, Qatar (lån), Iran (lån) och Turkiet.